# Clubiona risbeci
Clubiona risbeci este o specie de păianjeni din genul Clubiona, familia Clubionidae, descrisă de Berland, 1930.
Este endemică în New Caledonia. Conform Catalogue of Life specia Clubiona risbeci nu are subspecii cunoscute.